# Carlo Wieth
Carlo Wieth, gebürtig Carl Andersen, (* 11. Dezember 1885 in Kopenhagen, Dänemark; † 30. Juni 1943 in Nødebo, Dänemark) war ein dänischer Schauspieler bei Bühne und Film.

## Leben und Wirken
Der Sohn des Richters Marius Hans Lindegaard Andersen wählte seinen Künstlernamen, indem er seinem tatsächlichen Vornamen ein “o” anhängte und als Nachnamen den Mädchennamen seiner Mutter, Kristine Wieth, übernahm. Von 1903 bis 1905 ließ sich Carlo Wieth am Königlichen Theater (Det kongelige Teater) in Kopenhagen ausbilden, sein offizielles Debüt gab er 1905. Von diesem Jahr bis 1909 und erneut von 1923 bis 1943 war er als Schauspieler am Königlichen Theater fest beschäftigt. In den Jahren 1907/1908 und 1909/1910 schloss sich der Kopenhagener dem Dagmarteatret an. In den Jahren 1911 bis 1922 wirkte Carlo Wieth am Folketeatret. 1922 ging er für ein Jahr ans Betty Nansen Teatret, anschließend unternahm er kurzzeitig Gastspielreisen durch seine Heimat.
Seit 1910 vor der Kamera agierend, avancierte Carlo Wieth schon bald zu einem der führenden Stummfilmschauspieler seines Landes. An der Seite des Leinwandidols Valdemar Psilander und dem Newcomerstar Clara Pontoppidan, seit 1906 Wieths Ehefrau, gelang Carlo Wieth 1911 in August Bloms umstrittenen Filmdrama Das Opfer des Mormonen der Durchbruch auf der Leinwand. Gemeinsam mit Gattin Clara verließ Wieth 1913 Dänemark und übersiedelte nach Schweden, wo die beiden in den kommenden zwei Jahren ihre Filmkarriere fortsetzten. Von seinen späteren Filmen seit seiner Rückkehr nach Dänemark ist nur noch Carl Theodor Dreyers Erstling Blätter aus dem Buche Satans erwähnenswert. Hier verkörperte Wieth in der von der Filmkritik als schwächsten Teil gescholtenen vierten Episode den Stationsvorsteher Paavo, der von Satan in der Verkleidung eines Bolschewisten drangsaliert wird. 1922 zog sich Wieth von der Leinwand vorübergehend zurück und trat erst nach Anbruch der Tonfilm-Ära wieder vor die Kamera.
Nach der Scheidung von Clara Pontoppidan ehelichte Wieth ein zweites Mal eine Schauspielerin, Agnes Thorberg (1886–1981). Während die Ehe mit Clara kinderlos blieb, bekamen Agnes und Carlo Wieth einen Sohn namens Mogens Wieth (1919–1962), der gleichfalls Schauspieler werden sollte. Carlo Wieth setzte seine Karriere ohne Höhen und Tiefen beim Tonfilm fort. Er starb zur Zeit der deutschen Besatzung, als er während eines Radausflugs einen Herzinfarkt erlitt.

## Filmografie
- 1910: En Rekrut fra 64
- 1911: Expeditricen
- 1911: Das Opfer der Mormonen (Mormonens offer)
- 1912: En moders kaerlighed
- 1912: Historien om en moder
- 1912: Säterjäntan
- 1913: Bröderna
- 1913: Der Pastor (Praesten)
- 1913: Der Fischersohn (På livets ödesvägar)
- 1913: Das Wunderwerk (Miraklet)
- 1914: Kammerjunkaren
- 1914: Det röda tornet
- 1915: Sonad skuld
- 1915: Dr. X
- 1915: Skildpadden
- 1916: Det unke blod
- 1916: Guldets gift
- 1916: Truet lykke
- 1916: Die Lieblingsfrau des Maharadscha (Maharadjahens yndlingshustru)
- 1917: Pax æterna
- 1917: Handelen med Menneskeliv
- 1917: Studenterkammeraterne
- 1918: En Lykkeper
- 1918: Hans Kæreste
- 1919: Kærlighedens almagt
- 1919: Das Gaukelspiel des Glücks (Lykkens blændværk)
- 1920: Blätter aus dem Buche Satans (Blade af Satans Bog)
- 1922: Den sidste af slægten
- 1935: Det gyldne smil
- 1938: Livet paa Hegnsgaard
- 1938: Kongen bød
- 1939: Nordhavets mænd
- 1939: Skilsmissens børn
- 1939: Elverhøj
- 1942: Natekspressen P. 903
- 1942: Tyrannens fald